# Niek Pierson
Nicolaas Gerard (Niek) Pierson (Den Haag, 18 oktober 1953 – Blaricum, 12 augustus 2007) was een Nederlands econoom en ondernemer. Hij was eigenaar van het klamboebedrijf SiamDutch en tevens een belangrijke geldschieter van de Partij voor de Dieren onder andere door de Nicolaas G. Pierson Foundation.
Pierson was lid van de familie Pierson en studeerde ontwikkelingseconomie en vertrok op 28-jarige leeftijd naar Thailand. Tijdens zijn verblijf in Thailand verdiepte Pierson zich in het boeddhisme en was hij enige tijd monnik. Hij zette tevens twee klamboefabrieken op waarmee hij een fortuin verdiende. Zijn bedrijven, SiamDutch en Tana Netting, zijn gespecialiseerd in de productie van zogenaamde Long Lasting Impregnated Nets (LLIN). De netten worden niet alleen in westerse landen verkocht. In samenwerking met de Wereldgezondheidsorganisatie en Unicef worden de netten ook in Afrika verspreid, waar het als effectief en belangrijk middel geldt tegen malaria.
Naar aanleiding van een interview in dagblad De Telegraaf op 31 december 2005 zocht partijvoorzitter Marianne Thieme van de Partij voor de Dieren contact met Pierson. Na een ontmoeting met haar besloot hij sponsor te worden van de politieke partij. De 300.000 euro van Pierson was een welkome aanvulling op het campagnebudget voor de Tweede Kamerverkiezingen 2006, die de PvdD als nieuwe partij met twee zetels in het parlement zouden brengen.
Op 10 maart 2007 publiceerde NRC Handelsblad een artikel over de samenwerking van SiamDutch met het Duitse chemieconcern Bayer, dat het anti-insectenmiddel, waarmee de klamboenetten van het bedrijf van Pierson worden geïmpregneerd, op dieren zou testen. Volgens Pierson, wiens boeddhistische leer het doden van dieren verbiedt, was de samenwerking met chemieconcern Bayer nooit een dilemma geweest. Hij was niet op de hoogte van de dierproeven, maar wees erop dat de geïmpregneerde klamboenetten veel mensenlevens redden. In het interview met De Telegraaf had hij al gesteld geen rechtgeaard boeddhist te zijn, omdat zijn netten muggen doden.
Niek Pierson leed de laatste elf jaar van zijn leven aan een ongeneeslijke vorm van prostaatkanker. In de zomer van 2007 overleed hij op 53-jarige leeftijd aan deze ziekte.

## Persoonlijk
Pierson is een telg uit een geslacht dat onder andere de negentiende-eeuwse premier Nicolaas Gerard Pierson en diens broer theoloog geschied- en taalkundige Allard Pierson voortbracht. De laatste was zijn betovergrootvader. Pierson was getrouwd en had een zoon en een dochter.